# Cantone di Aire-sur-la-Lys
Il Cantone di Aire-sur-la-Lys è una divisione amministrativa dell'arrondissement di Béthune e dell'arrondissement di Montreuil-sur-Mer.
A seguito della riforma approvata con decreto del 24 febbraio 2014, che ha avuto attuazione dopo le elezioni dipartimentali del 2015, è passato da 14 a 17 comuni.

## Composizione
I 14 comuni facenti parte prima della riforma del 2014 erano:
- Aire-sur-la-Lys
- Clarques
- Ecques
- Herbelles
- Heuringhem
- Inghem
- Mametz
- Quiestède
- Racquinghem
- Rebecques
- Roquetoire
- Thérouanne
- Wardrecques
- Wittes

Dal 2015 i comuni appartenenti al cantone sono i seguenti 17:
- Aire-sur-la-Lys
- Blessy
- Estrée-Blanche
- Guarbecque
- Isbergues
- Lambres
- Liettres
- Ligny-lès-Aire
- Linghem
- Mazinghem
- Quernes
- Rely
- Rombly
- Roquetoire
- Saint-Hilaire-Cottes
- Witternesse
- Wittes